# Ecpleopus gaudichaudii
Ecpleopus gaudichaudii là một loài thằn lằn trong họ Gymnophthalmidae. Loài này được Duméril & Bibron mô tả khoa học đầu tiên năm 1839.